# Hans Lauritz Jørgensen
Hans Lauritz Jørgensen (født 3. februar 1850 i Uglerup, død 29. april 1914) var en dansk gårdejer og politiker. Han var medlem af Folketinget fra 1892 til 1910.
H.L. Jørgensen blev født i Uglerup i Sæby Sogn øst for Tissø på Vestsjælland som søn af gårdejer Jørgen Larsen. Han var lærer ved Det kongelige Landhusholdningsselskab fra 1868 til 1871. Herefter gik han på Hindholm Højskole og var værnepligtig. Han købte gården Ougtvedgård i Sæby Sogn syd for Uglerup i 1875.
Han var medlem af sognerådet 1886-1892 og var sognerådsformand i fire år. Han var forligskommissær i Løve Herred 1891-1993, tyendemægler i Sæby-Hallenslev Kommune 1866-1893 og medlem af Holbæk Amtsråd 1892-1898.
Han blev valgt til Folketinget i Ruds Vedby-kredsen ved suppleringsvalget som blev afholdt efter Johannes Taubers død. Derefter blev han genvalgt ved alle valg indtil han i 1910 ikke genopstillede længere. I Folketinget tilsluttede han sig Det forhandlende Venstre. Han forlod partiet i 1903, men var fortsat i valggruppe med det. H.L. Jørgensen var medlem af Finansudvalget fra 1908 til 1910.